# Fredericton Express
Fredericton Express war ein kanadisches Eishockeyfranchise der American Hockey League aus Fredericton, New Brunswick. Die Spielstätte von Fredericton war das Aitken Centre. 

## Geschichte
Fredericton Express wurde 1981 als Franchise der American Hockey League gegründet. In den sieben Jahren ihres Bestehens gingen sie Kooperationen mit den Québec Nordiques und den Vancouver Canucks aus der National Hockey League ein. In ihrer ersten Spielzeit verpassten Fredericton noch die Qualifikation für die Playoffs. In der folgenden Saison erreichten sie die zweite Playoffrunde, in der sie in der Best-of-Seven-Serie den Maine Mariners mit 2:4 unterlagen. Nach drei Jahren, in denen sie nacheinander gegen die Nova Scotia Voyageurs, Canadiens de Sherbrooke und Adirondack Red Wings in der ersten Playoffrunde scheiterten, verpassten sie in der Saison 1986/87 zum zweiten Mal in ihrer Geschichte die Playoffs. 
Die letzte Spielzeit war zugleich die erfolgreichste. Das Team gewann zunächst in der ersten Playoffrunde mit 4:2 gegen die Canadiens de Sherbrooke und in der zweiten Runde gegen die Maine Mariners. Erst in den Finalspielen um den Calder Cup wurde Frederictions Siegesserie gebremst. Den Hershey Bears unterlag man deutlich mit vier Niederlagen in vier Spielen. 
Im Anschluss an diese Saison wurde die Mannschaft nach Halifax, Nova Scotia umgesiedelt, wo sie anschließend als Halifax Citadels den Spielbetrieb in der AHL aufnahm. 

## Team-Rekorde

### Karriererekorde
Spiele: 275  Mike Hough
Tore: 101  Jean-Marc Lanthier
Assists: 152  Jean-Marc Lanthier
Punkte: 253  Jean-Marc Lanthier
Strafminuten: 565  Richard Zemlak

## Bekannte ehemalige Spieler
- Miroslav Fryčer
- Dan Hodgson
- Claude Julien
- Jacques Richard
- Jean-Marc Richard
- Richard Sévigny